# Steven Spielberg
Steven Allan Spielberg (Cincinnati, 18 december 1946) is een Amerikaans regisseur en producent.
Spielberg werd in de jaren 70, 80 en 90 van de 20e eeuw succesvol door zijn fantasierijke mainstreamfilms waarin hij een simpel verhaal combineerde met special effects, muziek en spektakel. Films als Jaws, Close Encounters of the Third Kind, E.T. the Extra-Terrestrial, de Indiana Jones- en de Jurassic Park-cyclus waren commercieel gezien heel succesvol en hadden een enorme invloed op de filmindustrie.

## Biografie
Spielberg werd op 18 december 1946 geboren in Cincinnati, Ohio als de enige zoon van Arnold en Leah Spielberg. Zijn ouders waren Joden van Oekraïense afkomst. Hij heeft nog drie jongere zussen. Omdat Stevens vader computerexpert was moest hij veel van stad naar stad verhuizen, hierdoor kwam het dat de jonge Steven in zijn jeugd ruim twaalf keer verhuisde. Het grootste gedeelte van zijn jeugd bracht hij echter door in Phoenix, Arizona.
Spielberg groeide op in typisch Amerikaanse suburbs. Juist deze slaperige voorsteden zouden later in zijn films veelvuldig terugkomen. Spielberg stond bekend als een dromerig en verlegen jongetje dat het liefst televisie keek of zat te fantaseren. Als kind had hij een fascinatie voor buitenaardse wezens, de Tweede Wereldoorlog en de televisie. Al deze onderwerpen zouden later een rol in zijn films gaan spelen.
Hoewel het officieel nooit is vastgesteld, zou Spielberg later claimen dat hij in zijn jeugd leed aan het syndroom van Asperger.
Spielbergs sociale problemen werden nog versterkt omdat hij gepest werd vanwege zijn Joodse afkomst. Dit alles veranderde toen hij in contact kwam met de filmcamera. Spielberg zei hierover later in een interview: "Toen ik begon met filmen besefte ik pas dat ik maar één talent had: films maken. De jongens uit mijn klas vonden mijn films fantastisch en ineens werd ik niet meer gepest, ineens hoorde ik erbij en zagen zij waar ik goed in was. Vanaf dat moment wilde ik niets anders meer doen dan films maken."

### Relaties
Spielberg was van 1985 tot 1989 getrouwd met actrice Amy Irving. Toen zij scheidden in 1989 ontving zij honderd miljoen dollar van Spielberg nadat een rechter besloot dat de huwelijkse voorwaarden, die op een servet waren geschreven, geldig waren. Hun scheiding was een van de drie kostbaarste in de geschiedenis van de scheiding van beroemdheden. Na de scheiding kregen Spielberg en Irving gezamenlijk de voogdij over hun zoon, Max Samuel.
Spielberg kreeg hierna een relatie met de actrice Kate Capshaw, die hij ontmoette toen hij haar selecteerde voor Indiana Jones and the Temple of Doom. Ze trouwden op 12 oktober 1991. Capshaw is bekeerd tot het jodendom. Ze hebben vier huizen: in Los Angeles, New York, East Hampton (een dorp in de staat New York) en Naples (Florida). In het gezin zijn zeven kinderen, onder wie (zijn stiefdochter) actrice Jessica Capshaw.

## Carrière
Met een 8mm-camera begon Spielberg films te maken, waarin vaak de jongens van de plaatselijke padvinderijbeweging meespeelden. In 1961 maakte Spielberg zijn eerste oorlogsfilm Escape to Nowhere, een 30 minuten durende geluidsloze kleurenfilm over een groepje Amerikaanse soldaten in Afrika, dat het op moet nemen tegen de Duitsers. De film werd opgenomen in de woestijn van Arizona. Met deze film won Spielberg de eerste prijs op een amateurfilmfestival. Deze prijs was een 16mm-camera. Van zijn laatste geld kocht Spielberg een magneetrecorder, waarmee hij geluid bij de 16mm-beelden kon voegen. Spielberg werkte een jaar lang ieder weekend aan een eigen speelfilm. In 1963 ging zijn eerste speelfilm Firelight in première. Het was een lowbudgetsciencefictionspeelfilm van twee uur. De film werd in talloze lokale bioscopen gedraaid.

### Als televisieregisseur
Spielberg ging studeren aan de media-academie van Californië. Vervolgens probeerde hij op 22-jarige leeftijd auditie te doen op de filmacademie bij de prestigieuze University of Southern California. Spielberg werd afgewezen en besloot daarna maar zelf een film te gaan maken. Hij maakte de 20 minuten durende romantische komedie Amblin', het filmpje werd vertoond op het Atlanta Film Festival.
Spielberg ging ermee naar de Universal Studios toe en betrok daar een leegstaand kantoor. Op deze manier wist Spielberg de indruk te wekken dat hij al een professioneel regisseur was. In zijn portfolio had hij alleen de film Amblin'.
Deze brutaliteit leverde hem op 22-jarige leeftijd een zevenjarig contract bij Universal televisieproducties. Voor Universal regisseerde Spielberg een aflevering van Columbo en een aantal episodes van Night Gallery. In 1971 brak Spielberg groots door met de televisiefilm Duel. De tv-film was zo'n succes dat hij in Europa als speelfilm in de bioscopen werd uitgebracht. Het onverwachte succes van Duel wekte de interesse van speelfilmstudio's. Zo kon Spielberg zich gaan bezighouden met het maken van speelfilms.

### De eerste films
Spielbergs eerste speelfilm was nog maar een matig succes: The Sugarland Express, een komedie over een verliefd stel dat op de vlucht is voor de politie, kon het publiek niet bekoren. Spielbergs tweede film Jaws brak alle bioscooprecords. De film werd gemaakt met een budget van een paar miljoen dollar, maar bracht een winst van meer dan 100 miljoen dollar op. Jaws was de eerste film die zoveel opbracht. Hiermee was Spielberg in één klap de nummer 1-regisseur van Hollywood.
Hierna maakte Spielberg een big-budget remake van zijn eigen amateurfilm Firelight. Deze remake werd de film Close Encounters of the Third Kind uit 1977, waarvoor Spielberg zelf het scenario schreef.

### Verder verloop van carrière

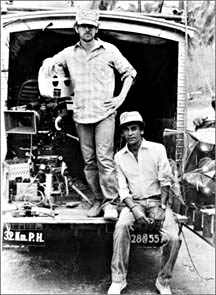
Steven Spielberg en Chandran Rutnam in Sri Lanka tijdens de opnamen van Indiana Jones and the Temple of Doom.

Na zijn eerste commerciële flop 1941 was hij wel succesvol in de kort na elkaar uitkomende films Raiders of the Lost Ark (1981) en E.T. the Extra-Terrestrial (1982). Deze laatste werd de meest succesvolle film (qua opbrengsten) tot dan toe, tot Spielbergs eigen Jurassic Park hier in 1993 overheen ging. Op Raiders of the Lost Ark kwamen nog tijdens de jaren 80 twee vervolgen: Indiana Jones and the Temple of Doom en Indiana Jones and the Last Crusade.
The Color Purple ontving in 1985 liefst elf Oscar-nominaties, maar won geen van de Oscars.
Hierna volgden enkele commercieel minder succesvolle films: Empire of the Sun (1987), Always (1989) en Hook (1991), een variant op het kinderverhaal Peter Pan, waarin Peter is opgegroeid en als volwassen man teruggaat naar Neverland.
In 1993 kwam Spielberg echter terug met Jurassic Park en Schindler's List, die zowel commercieel als artistiek succesvol waren. Jurassic Park, een met special effects volgeladen verfilming van Michael Crichtons gelijknamige boek, kostte zeventig miljoen dollar, maar bracht in de eerste negen dagen 100 miljoen op, een toenmalig record. Spielbergs portret van het zachtaardige nazipartijlid Oskar Schindler leverde hem zijn langverwachte Oscar voor Beste Film en Beste Regie op. Het kostte Spielberg zo'n tien jaar om zijn ploeg op de been te krijgen. Steven Zaillian schreef het script op basis van het boek. Gebaseerd op de Holocaustnovelle van Thomas Keneally, die hem de Booker Prize had opgeleverd, kreeg Spielberg voor zijn zwart-wit docudrama de meest lovende kritieken van zijn hele carrière. Spielberg weigerde te worden betaald voor het regisseren van de film. Een eventueel salaris noemde hij 'bloedgeld', en zijn royalty's worden gedoneerd aan de Survivors of the Shoah Foundation.
Alhoewel Spielberg altijd (veel) is blijven produceren voor film én tv (en af en toe een computerspel), nam hij na Schindler's List een paar jaartjes afstand van de regisseursstoel. Zoals eerder met de drie films Hook, Jurassic Park en Schindler's List in begin jaren 90, begon hij in de hieropvolgende twaalf jaar tot driemaal toe aan een officieel drieluik.
Zo verschenen vlak achter elkaar het slavendrama Amistad, de sequel The Lost World: Jurassic Park en Saving Private Ryan, een vierde film over de Tweede Wereldoorlog, die Spielberg zijn tweede Oscar voor Beste Regie opleverde, zijn derde in totaal. Vlak na de eeuwwisseling werkte Spielberg aan zijn "Running Man"-trilogie, met A.I.: Artificial Intelligence, Minority Report en Catch Me If You Can. Enkele jaren later volgden in korte tijd The Terminal (2004), War of the Worlds en Munich (beiden 2005). De film Munich gaat over de nasleep van het gijzeldrama tijdens de Olympische Spelen van 1972 in München. Daarna volgde Indiana Jones and the Kingdom of the Crystal Skull, het langverwachte vierde deel in de filmreeks over archeoloog-avonturier Indiana Jones. Vervolgens regisseerde hij The Adventures of Tintin: Secret of the Unicorn uit 2011, gebaseerd op de stripreeks De avonturen van Kuifje van de Belgische striptekenaar Hergé. Ongeveer tegelijk met 'Tintin' kwam War Horse uit, waarin Spielberg voor het eerst de Eerste Wereldoorlog behandelde. De film werd een redelijk commercieel en artistiek succes. Zijn meest recente film had echter meer succes: het historische drama Lincoln won twee Oscars, waaronder een voor de vertolking van Daniel Day-Lewis, die zijn derde Oscar voor Beste Acteur won, als president Abraham Lincoln.
Spielberg was ook de uitvoerend producent van de goed ontvangen miniserie Band of Brothers over de Europese campagne van Amerikaanse soldaten tijdens de Tweede Wereldoorlog (net als Saving Private Ryan), die in 2009 een opvolger kreeg met een soortgelijke serie over de Aziatische campagne: The Pacific.
Tot Spielbergs grootste successen als (uitvoerend) producent behoren de Men in Black-films, de Back to the Future-trilogie, de eerste Shrek, Twister, The Mask of Zorro en het vervolg, The Goonies, Who Framed Roger Rabbit, Cape Fear, Gremlins, Clint Eastwood's Letters from Iwo Jima en Flags of Our Fathers, J.J. Abrams' Super 8 en familiefilms als Casper, The Flintstones en Monster House. De meeste van deze films zijn geproduceerd in naam van Spielbergs productiemaatschappij Amblin Entertainment, dat hij in 1981 oprichtte samen met Kathleen Kennedy en Frank Marshall.

## Financieel succes
Spielberg is, commercieel gezien, de succesvolste regisseur van de tweede helft van de 20e eeuw: acht van zijn films staan in de top 100 van de grootste kaskrakers aller tijden. Hij is tevens een van de machtigste zakenmannen in Hollywood en hij heeft de grootste naamsbekendheid van alle filmmakers.

## Kritiek
Toch heeft Spielberg ook veel kritiek gekregen: met zijn films zou hij een formule hebben opgesteld waarmee iedere filmmaker met voldoende budget gegarandeerd een succesvolle film kan maken. Spielberg zou hiermee de uitvinder van de blockbuster zijn, de op winst gerichte film die in Hollywood het liefst gemaakt wordt.
Vanwege deze kritiek, en omdat Spielberg graag als een serieus filmmaker gezien wilde worden, maakte hij in de jaren 90 een verrassende wending in zijn carrière door artistieke en eigenzinnige films te gaan maken. Films als Schindler's List, Amistad, Saving Private Ryan en Munich werden stuk voor stuk met prijzen overladen en door critici lovend ontvangen. Tweemaal won Spielberg zelfs de Oscar voor beste regisseur.

## Cameo's
Spielberg is ook in een aantal films te zien, variërend van enkele minuten schermtijd in The Blues Brothers (1980) en Austin Powers in Goldmember (2002), tot minder en totaal onopvallende verschijningen – zogeheten cameo's – in Indiana Jones and the Temple of Doom (1984), Gremlins (1984), Your Studio and You (1995), The Lost World: Jurassic Park (1997) en Vanilla Sky (2001).

## Kenmerken
Spielbergs films zijn heel verscheiden qua inhoud en uitwerking: variërend van grootse spektakels tot kleinere persoonlijke verhalen, waarin emoties nog meer centraal staan. In de eerste categorie worden natuurlijk de grote publiekstrekkers – de eerder genoemde blockbusters – zoals Jaws, Close Encounters of the Third Kind, Raiders of the Lost Ark, Jurassic Park, Saving Private Ryan, War of the Worlds etc. teruggevonden. Bij de laatste categorie werkt hij meer ingetogen, zoals bij E.T. the Extra-Terrestrial, Always, The Color Purple, Empire of the Sun, Schindler's List en A.I.: Artificial Intelligence. Ook al was deze laatste film oorspronkelijk een project van Stanley Kubrick, toch werd Spielberg door hem aangetrokken om deze film te regisseren, aangezien het verhaal volgens Kubrick meer bij zijn persoonlijkheid paste.
Ook al zijn de verhalen die Spielberg vertelt heel uiteenlopend, toch is er een aantal steeds terugkerende elementen aan te duiden. Hierbij moet gedacht worden aan de afwezige vader(figuur), een gewoon iemand die iets buitengewoons ontdekt, het vertellen van standpunten van kinderen en/of het tonen van het geheel of gedeelte van het verhaal vanuit hun standpunt. Spielberg speelt graag met de emoties van de kijker, gaande van sterk beredeneerde schrikmomenten tot momenten van ontroering.
Bij al zijn films (op een na, namelijk The Color Purple) maakte Spielberg gebruik van zijn vaste filmcomponist John Williams. Verder hebben Tom Hanks (6 maal) en Tom Cruise (2 maal) recent hoofdrollen in Spielbergs films gehad, terwijl Hanks ook mede-producent was van Band of Brothers en te zien was in The Bonfire of the Vanities, die Spielberg produceerde. Met de hoofdrol in vier Indiana Jonesfilms en een verwijderde scène uit E.T. the Extra-Terrestrial is ook Harrison Ford een oude bekende van Spielberg. In de eerste jaren van zijn carrière nam Spielberg vaak Richard Dreyfuss als zijn hoofdrolspeler. Als producent heeft Spielberg veel bijgedragen aan het begin van de carrière van Robert Zemeckis, met als hoogtepunt van de samenwerking de populaire Back to the Future-trilogie.

## Onderscheidingen

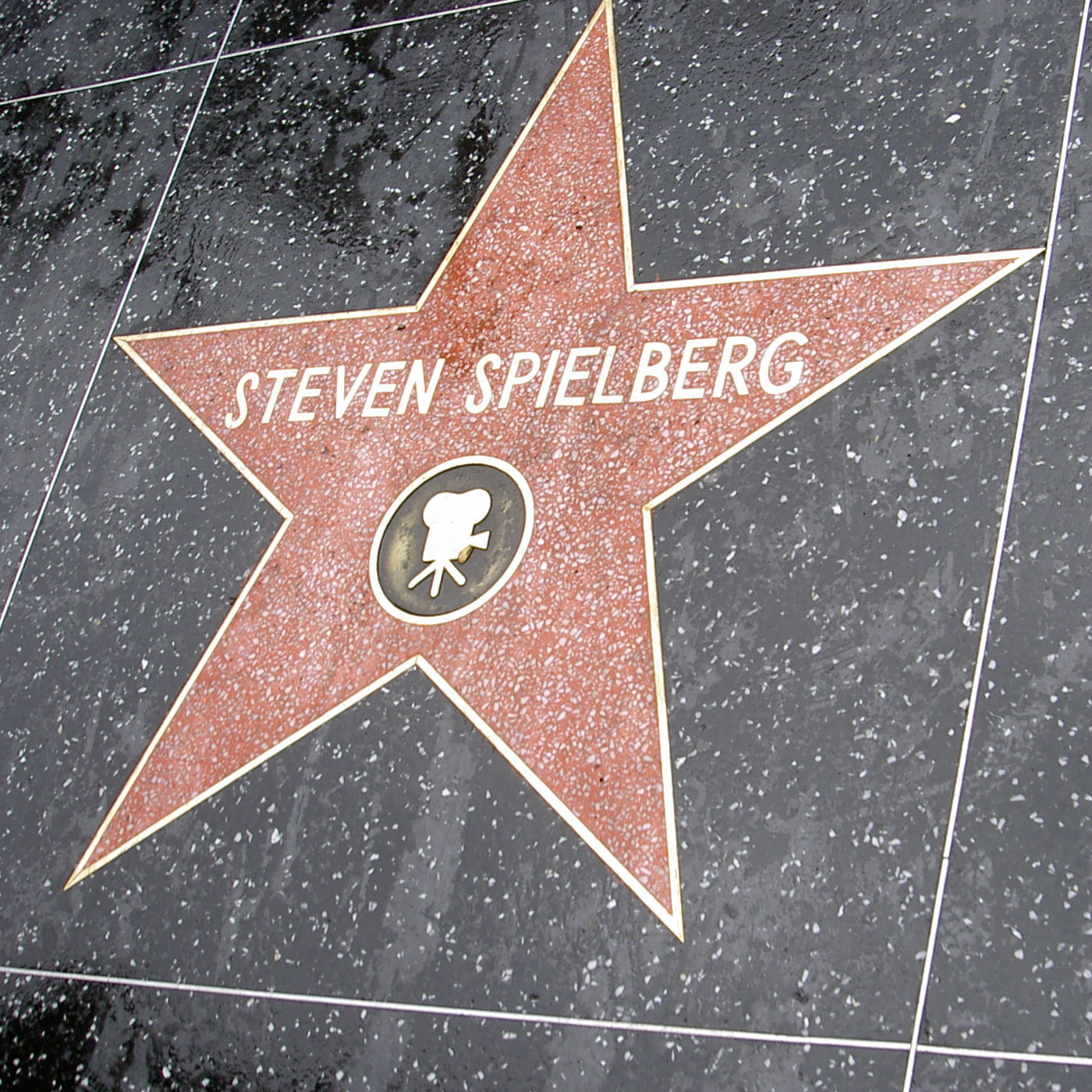
Spielbergs ster op de Hollywood Walk of Fame

- Drie Oscars (beste regie voor Schindler's List en Saving Private Ryan, en beste film voor Schindler's List)
- Tijdens zijn gehele filmcarrière: zes Golden Globe-awards
- 2008: Cecil B. DeMille Award uitgereikt tijdens het Golden Globe-gala voor zijn gehele oeuvre
- Officier in het Legioen van Eer, hoge Franse onderscheiding
- 2009: Liberty Medal, een prijs die jaarlijks wordt uitgereikt aan een persoon die zich sterk maakt voor de vrijheid[2]
- 2011: Commandeur in de Kroonorde van het Koninkrijk België, ontvangen naar aanleiding van de eerste Kuifje-film The Adventures of Tintin: The Secret of the Unicorn